# Papilio paeon
Papilio paeon là một loài bướm thuộc họ Bướm phượng (Papilionidae). 
Loài Papilio paeon được mô tả năm 1836 bởi Boisduval. Loài bướm Papilio paeon sinh sống ở .

## Hình ảnh

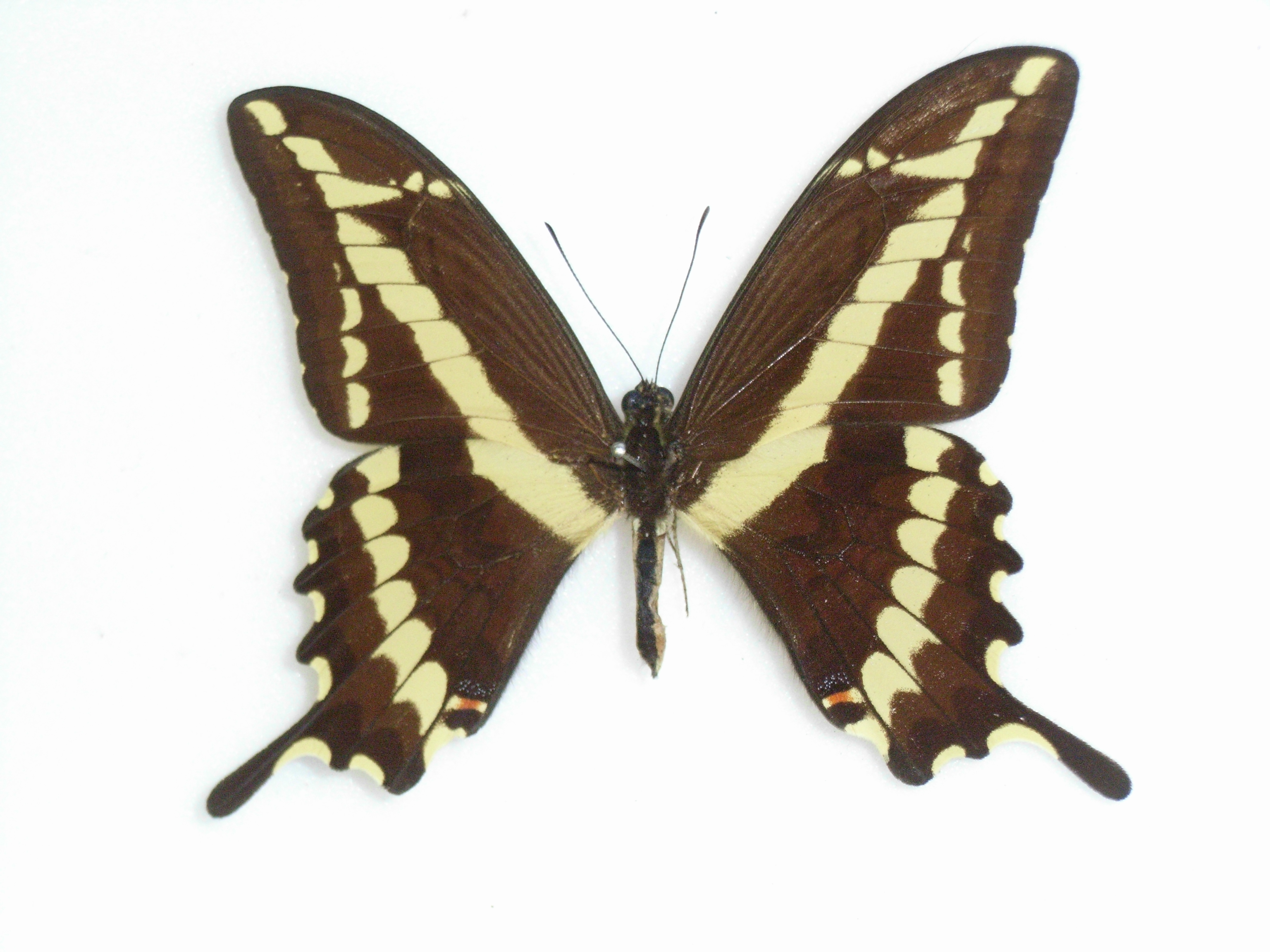